# Can-avid

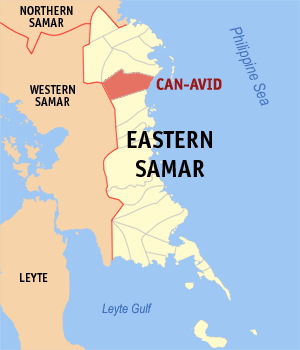
Bản đồ Đông Samar với vị trí của Can-avid

Can-avid là một đô thị hạng 4 ở tỉnh Đông Samar, Philippines. Theo điều tra dân số năm 2000 của Philipin, đô thị này có dân số 17.228 người trong 3.174 hộ.

## Các đơn vị hành chính
Can-avid được chia ra 28 barangay.
| - Balagon - Baruk - Boco - Caghalong - Camantang - Can-ilay - Cansangaya - Canteros - Carolina - Guibuangan - Jepaco - Mabuhay - Malogo - Obong | - Pandol - Barangay 1 Poblacion - Barangay 2 Poblacion - Barangay 3 Poblacion - Barangay 4 Poblacion - Barangay 5 Poblacion - Barangay 6 Poblacion - Barangay 7 Poblacion - Barangay 8 Poblacion - Barangay 9 Poblacion - Barangay 10 Poblacion - Salvacion - Solong - Rawis |